# Palazzo Pretorio
Het Palazzo Pretorio, ook bekend als Palazzo Senatorio of vanwege het adelaarsbeeld op de gevel ook wel Palazzo delle Aquile, is een paleis in de Siciliaanse hoofdstad Palermo. Het staat aan de zuidzijde van het plein Piazza Pretoria. Het paleis is in gebruik als stadhuis van Palermo.
Het paleis werd in de 15e eeuw gebouwd als zetel van de Senaat van Palermo. In de 17e en 19e eeuw werd het uitgebreid. De huidige gevel dateert uit 1875. Deze is versierd met een groot standbeeld van de heilige Rosalia, de beschermheilige van Palermo, en met reliëfs die episodes van de geschiedenis van de stad uitbeelden, zoals de intocht van Garibaldi en het bezoek van Paus Johannes Paulus II aan de stad.